# Gesonula
Gesonula es un género de saltamontes de la subfamilia Oxyinae, familia Acrididae. Fue descrito en 1940 por el entomólogo británico de origen ruso Boris Uvarov, y se encuentra en Asia y Oceanía, específicamente en India, China, Taiwán, Sudeste asiático y en el noreste de Australia.

## Especies
Las siguientes especies pertenecen al género Gesonula:
- Gesonula mundata (Walker, 1870)
- Gesonula punctifrons (Stål, 1861)
- Gesonula szemaoensis Zheng, 1977